# Okutama-See
Der Okutama-See (jap. 奥多摩湖, Okutama-ko) ist ein Stausee in den Präfekturen Tokio und Yamanashi in Japan. Da er hinter dem Ogōchi-Damm liegt, ist er auch als Ogōchi-Reservoir bekannt. Der See ist ein wichtiges Trinkwasserreservoir für die Präfektur Tokio.
Der Tama-Fluss fließt am Westende in den See, vom Südwesten mündet der Kosuge in den See. Der See wird vom Tama am Ostende entwässert. Er hat einen Umfang von 45,37 km.
Der See bedeckt einen Teil des Gebietes der Gemeinde Okutama im Landkreis Nishitama und des Dorfes Tabayama im Landkreis Kitatsuru. Für den Bau des Stausees mussten 6000 Menschen in 945 Haushalten umgesiedelt werden. Während des Baus starben 87 Menschen.
Die Umgebung ist berühmt für die Kirschblüte im Frühjahr.
Die Stromerzeugung am Ogōchi-Reservoir („Kraftwerk Tamagawa Nr. 1“) ist Teil des Verkehrsamts der Präfektur Tokio. Das Kraftwerk hat eine maximale Leistung von 19 MW. Für den Ogōchi-Damm insgesamt und die Wasserversorgungsfunktion ist das Wasserversorgungsamt der Präfektur Tokio zuständig.